# Café Söderberg

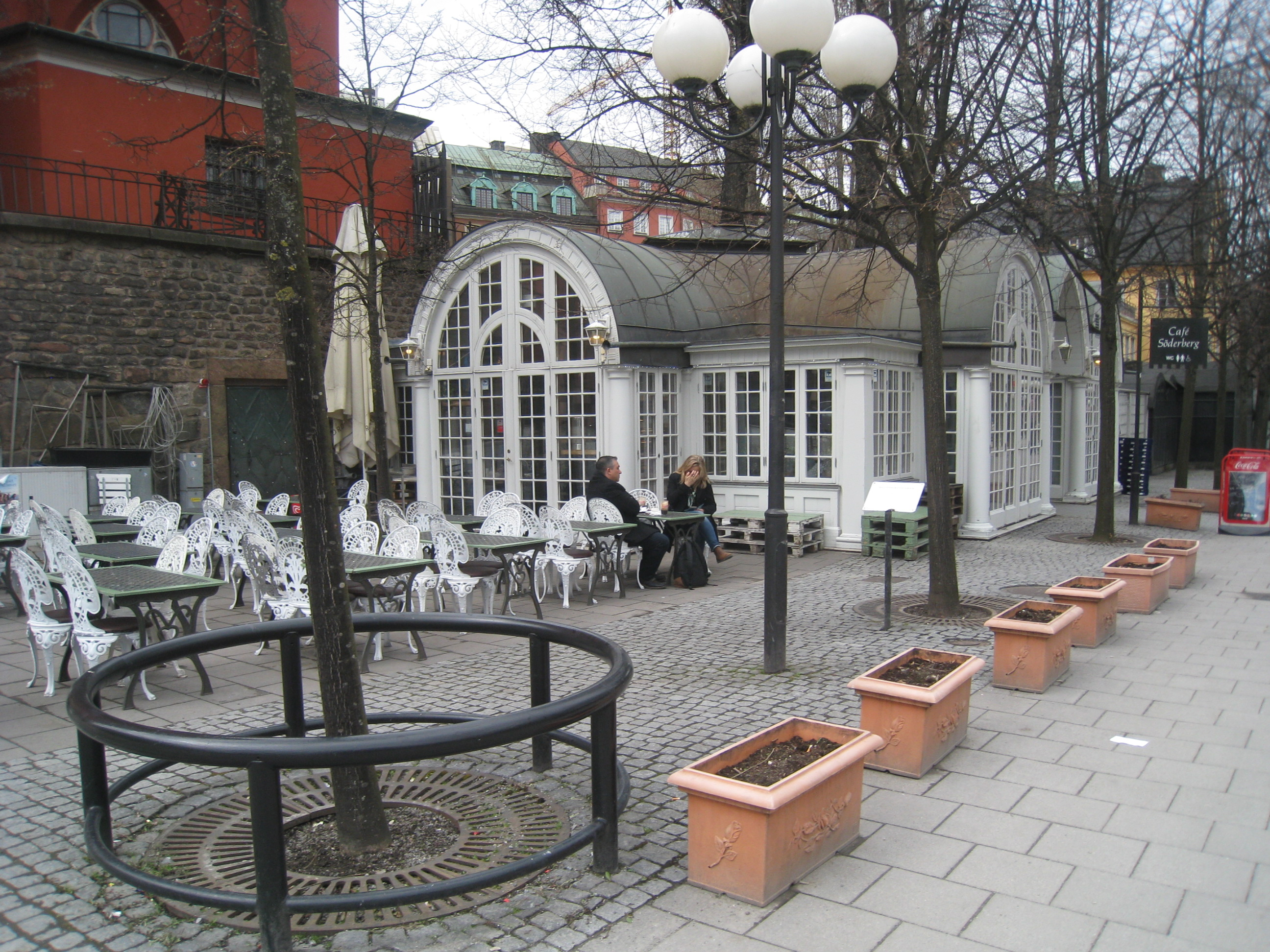
Café Söderberg vid Kungsträdgården i Stockholm.

Café Söderberg är ett kafé uppkallat efter författaren Hjalmar Söderberg beläget invid Jakobs kyrka vid Kungsträdgården mitt emot Operan på Norrmalm i Stockholm.

## Historik
Café Söderberg är ett café med gamla anor uppkallat efter författaren Hjalmar Söderbergs dagboksroman Doktor Glas, som utkom 1905. Kaféet, som är öppet året runt, är byggt i sekelskiftesstil och har utsikt mot Strömmen. Sommartid har uteserveringen över 150 sittplatser totalt.
Omkring sekelskiftet 1900 fanns det en vattenkiosk som stod på samma plats där nu Café Söderberg ligger. Vattenbutiken öppnade 1850 och upphörde i oktober 1933.
Konstnären Vicke Andrén målade i början av 1900-talet ett väggfält i Restaurang Du Nord (även Hôtel du Nord), som var en populär restaurang på Kungsträdgårdsgatan 8 i Stockholm. Hotellet och restaurangen revs 1912. I Kungsträdgården fanns även vattenbutiken.  
I Stockholm finns det ett 70-tal litterära skyltar på olika platser. Den litterära skylten vid Café Söderberg i Kungsträdgården sattes upp 1992 och var en av de första som sattes upp av Kulturförvaltningen i Stockholm. Skylten i Kungsträdgården om det litterära Stockholm berättar ur romanen om Doktor Glas (1905) av Hjalmar Söderberg (1869-1941) att här vid foten av Jakobs kyrka låg vattenbutiken, där Doktor Glas förgiftade pastor Gregorius. Även följande text kan läsas på skylten:
"Klockan slog kvart i fem på Jakobs kyrka. Jag tog mekaniskt upp min klocka för att se efter om den gick rätt, men min hand fumlade och darrade så att jag tappade klockan i marken och glaset gick sönder. Då jag böjde mig ner för att ta upp den, såg jag att det låg ett piller på marken …"

## Bilder Café Söderberg

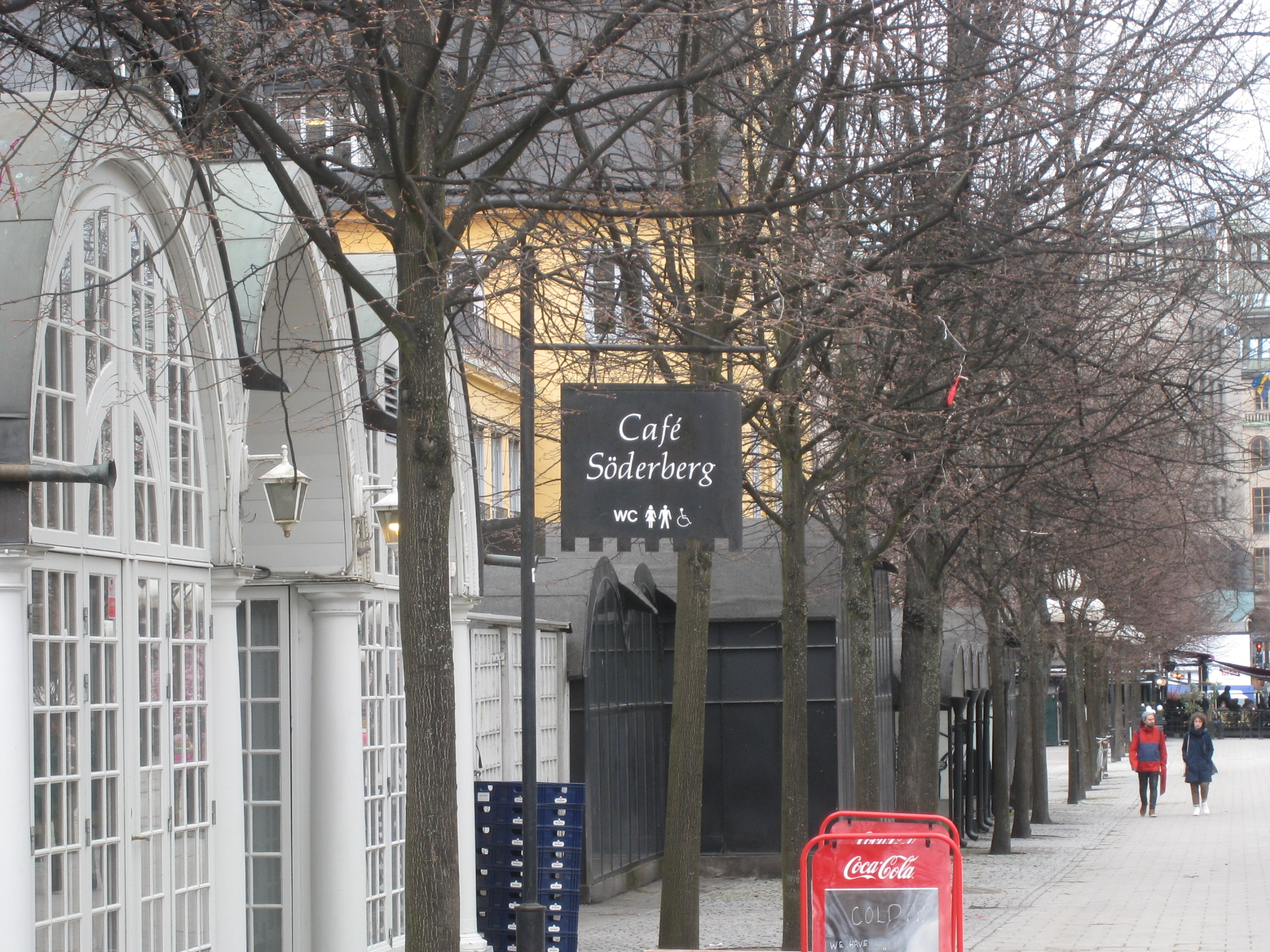
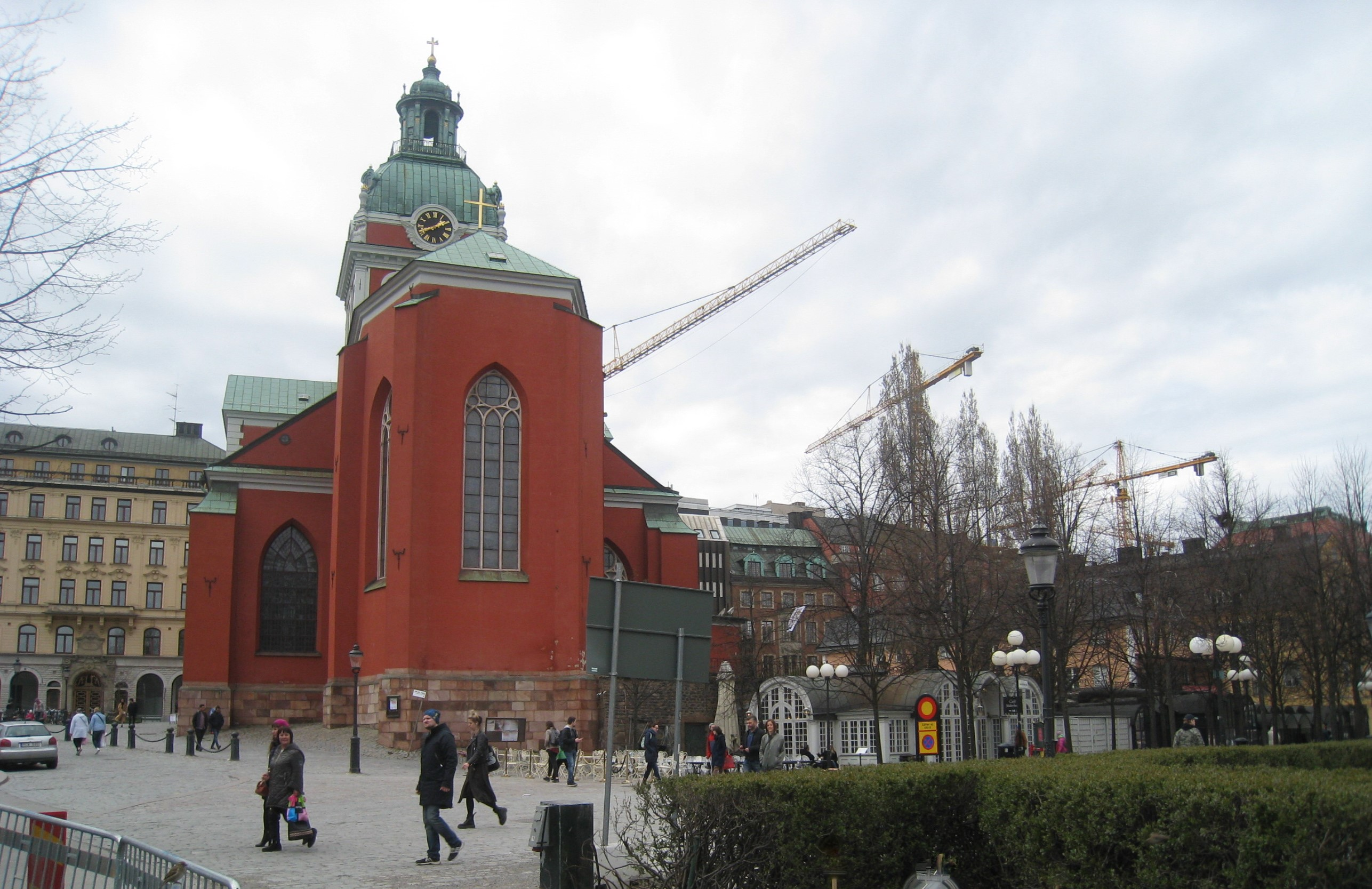
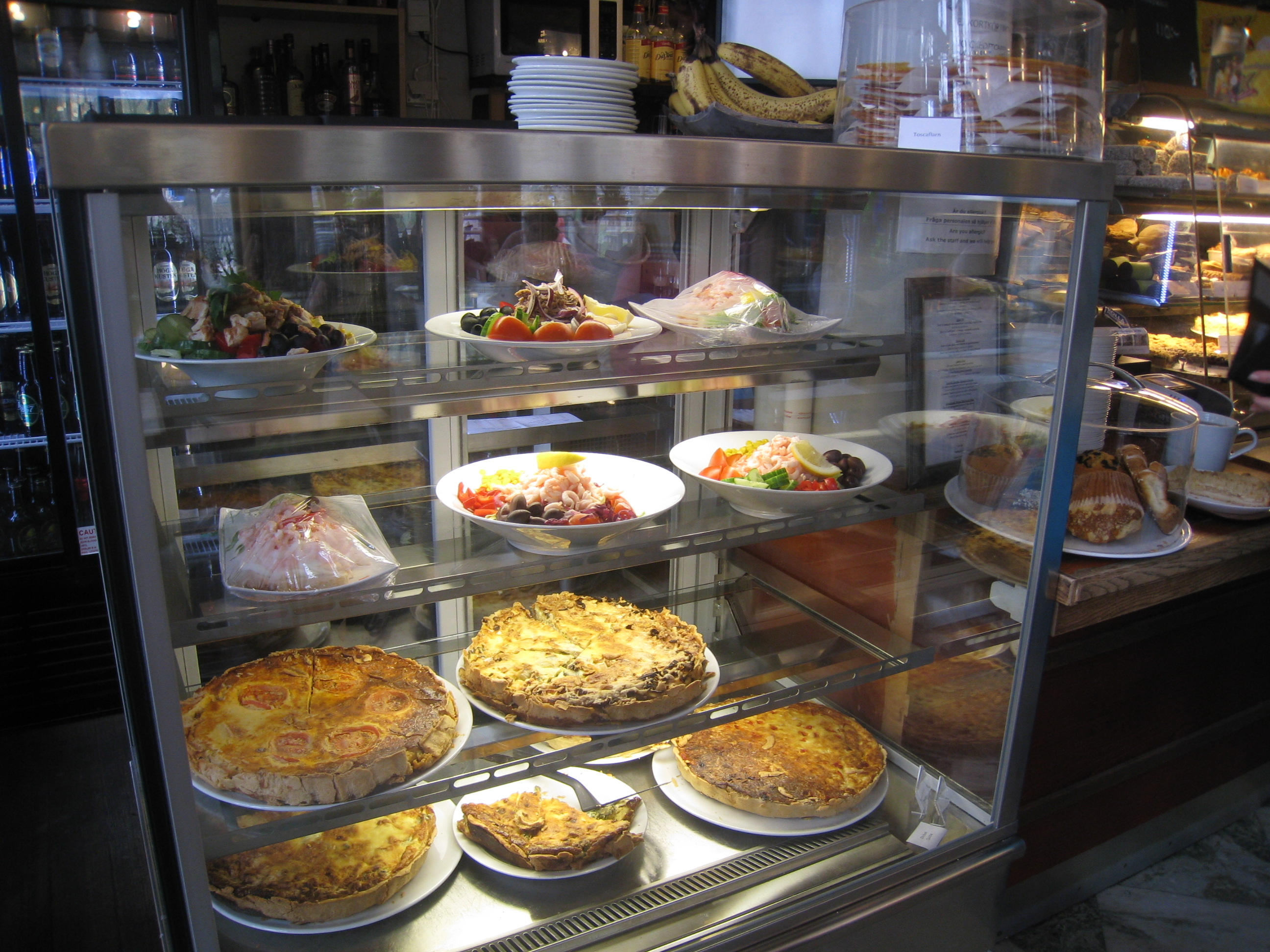
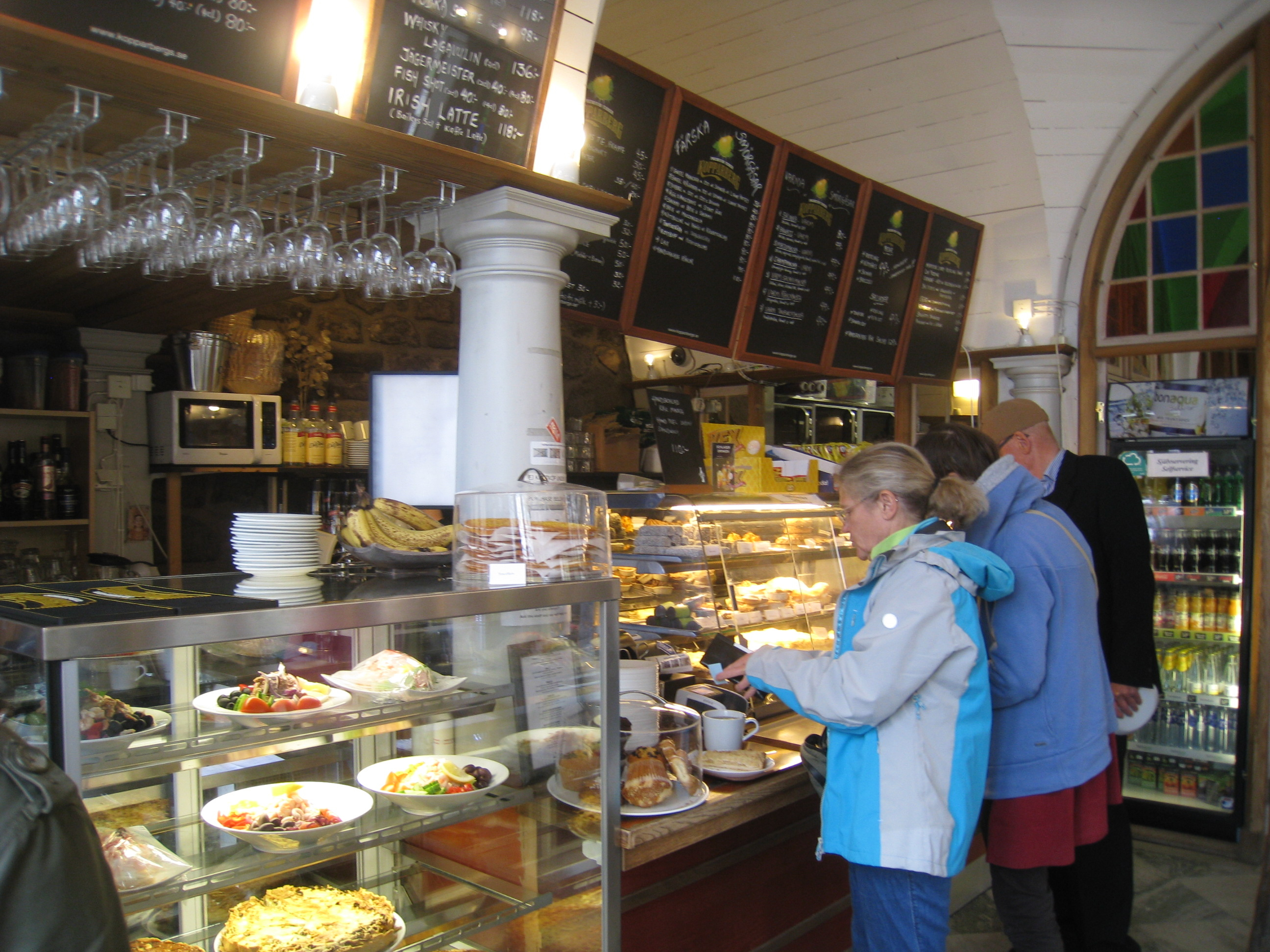